# 波蚀基面
波蝕基面、浪蚀基面（英語：Wave Base），根據物理海洋學，是水波通過時能造成波浪攪動的最大深度。在比波蝕基面更深的水深處，底部沉積物和海底不再受到上方波浪運動的攪動。

## 過程機制
在海水中，當波浪經過時，水粒子以圓形軌道運動。其運動半徑隨著深度的增加而減小。波蝕基面的深度，大約是波長的一半。當深度大於一半波長時，水粒子運動小於水面水粒子運動值的4%，可以忽略。
例如，在1公尺（3.3英尺）深的水池中，波長為3公尺（9.8英尺）的波浪將移動底部的水粒子。在同一個水池中，波長為0.5公尺（1.6英尺）的波浪無法引起底部的水粒子運動。

## 分類
波蝕基面有兩種：晴天波蝕基面（FWWB）和風暴波蝕基面（SWB）。前者是指在日常波浪的波蝕基面。其深度以上的海底能受到波浪作用的攪拌，稱為上近滨海帶。風暴波蝕基面是指風暴驅動的波浪下方的深度。僅受風暴驅動的波浪攪動的海底部分稱為下近滨海帶。